# Армянский вопрос в Турецкой Республике
Армянский вопрос в Турецкой Республике — комплекс проблем, связанных с положением армянского населения в Турецкой республике, начавшийся с геноцида армян, и основания нового государства, и продолжающийся до сих пор, оставаясь серьезным камнем преткновения в взаимоотношениях Армянской и Турецкой республик. Хотя официальное отношение турецкого государства к геноциду остается отрицательным, в современную эпоху моральное отношение турок к произошедшим преступлениям становится все более терпимым, что способствует появлению ряда акций "прощения" перед армянами со стороны турецкого населения.

## История
После образования Турецкой республики политическая и интеллектуальная элита не чувствовала какой-либо потребности дистанцироваться от геноцида армян или от людей, руководивших погромами и массовыми убийствами. Политическая элита в основном состояла из бывших функционеров Иттихад, из которых многие лично принимали участие в уничтожении армян, и находились в коалиции с региональными лидерами и племенными вождями, получившими большую прибыль от депортации армян и греков. Обсуждение вопроса геноцида армян могло разрушить эту коалицию. Политика Турецкой республики в отношение геноцида армян была сформулирована Мустафой Кемалем. В программной речи в Анкаре в 1919 году Кемаль привел все классические оправдания насильственной агрессии: виновность жертвы, всё было не так плохо, другие поступили бы ещё хуже. Он прямо возложил вину на армян и высоко оценил толерантность мусульман Османской империи. Кемаль окружил себя людьми, включая личного телохранителя Топала Османа (тур. Topal Osman), которые участвовали в уничтожении армян. В 1926 году Кемаль решил окончательно расправиться с оставшимися лидерами младотурок, над которыми были проведены показательные процессы. Им вменялись в вину втягивание Османской империи в Первую мировую войну, коррупция и действия в послевоенные годы, обвинение в этнических чистках на этих процессах не использовалось. В этом же году национальное собрание Турции приняло закон о пенсиях вдовам и сиротам членов Иттихад, убитых армянами в рамках операции возмездия «Немезис» и казненных по решению военного трибунала 1919 года. Существует интервью Кемаля, данное в 1926 году газете «Los Angeles Examiner», где он говорит об ответственности младотурок за уничтожение армян, однако подлинность этого интервью вызывает сомнения. Аналогичных заявлений для турецкой общественности Кемаль никогда не делал.
В октябре 1927 года на съезде Республиканской партии Мустафа Кемаль в течение нескольких дней рассказывал о том, как в борьбе за независимость создавалась турецкая нация. Текст Кемаля был принят в качестве официальной турецкой истории и рассматривался государством, как сакральный. Согласно этой истории, рождение турецкой нации начиналось в 1919 году, а в её строительстве принимали участие только мусульмане, в первую очередь турецкие. Речь прославляла турок и возлагала вину на христианские меньшинства и Запад. Многоэтничность турецкого общества этой концепцией турецкой истории игнорировалась. В коллективном мифе о Турецкой республике не было места для этнических меньшинств: армян, курдов, греков, а насилие над ними в дореспубликанский период и после него замалчивалось. Уголовное законодательство Турции считает преступлением критическое обсуждение кемалистской версии истории, что делает невозможными дебаты в турецком обществе. После Лозаннской конференции Турция полагала, что навсегда закрыла армянский вопрос и террористические акции ДжСАГ и АСАЛА в 1980-х годах против турецких дипломатов оказались неожиданностью. Для объяснения этих действий, в соответствии с турецкой официальной историографией, были привлечены отставные дипломаты и историки-дилетанты, которые начали выборочно публиковать данные из турецких архивов, выставлявщие армян в плохом свете. В официальной турецкой историографии армяне изображаются как первоначально процветающая и лояльная группа, предавшая интересы османской империи в результате подстрекательства Британии, Франции и России. Эта концепция рассматривает армяно-турецкие отношения, как результат спровоцированной извне гражданской войны, в которой одинаково пострадали все стороны, как армяне, так и турки.
По официальной статистике, в 1927 году в Турции проживало 77 400 армян. Согласно Лозаннскому договору, Турция обязалась предоставить гарантии безопасности, свободного развития, и некоторые льготы армянам в числе других национальных меньшинств. Однако положения этого договора не исполнялись. Армяне Турции продолжали бежать из страны, или ассимилироваться. «Закон о фамилиях», принятый 21 июня 1934 года, требовал от греков, евреев и армян отказываться от традиционных фамилий и принимать новые турецкие. Официальная история Турции объявила тюрок коренным населением Турции, а первым тюркским государством Шумер. Во время Второй мировой войны в Турции был введен избирательный налог на имущество, разоривший множество торговцев — греков, армян и евреев. При прочих равных условиях налог, выплачиваемый немусульманином, был в десять раз выше, чем мусульманином. При неуплате налога имущество должника конфисковывалось, а сам он направлялся на принудительные работы. По этому закону было арестовано более 2000 человек, среди которых не было ни одного мусульманина. В 1960-е годы для отвлечения общества от обострившихся социальных проблем культивировался крайний национализм, приводивший к вспышкам насилия против нетурецкого населения. В сентябре 1955 года премьер-министром Турции Мендересом была организована провокация с подрывом бомбы возле дома-музея Ататюрка в Салониках, бомбу подложил турецкий консул. В течение двух дней организованная службой безопасности толпа, подогретая националистическими лозунгами, громила магазины и дома греков, армян и евреев в Стамбуле и Измире. Были осквернены христианские кладбища, разрушены несколько церквей и школ.
В июне 2001 года при финансировании правительства США была создана армяно-турецкая комиссия по примирению (TARC — Turkish—Armenian Reconciliation Commission), состоявшая их десяти человек, представляющих армянскую и турецкую стороны, а также медиатора Девида Филипса, старшего советника Госдепа США. TARC не была уполномочена исследовать геноцид армян, тем не менее стороны сразу увязли в спорах пор этому вопросу. В декабре 2001 года комиссия обратилась «Международный центр по вопросам правосудия переходного периода» для независимого заключения, являются ли события 1915 года геноцидом. В начале 2003 года МЦППП представил заключение что события 1915 года попадают под все определения геноцида и употребление этого термина полностью оправдано. Турецкое правительство проигнорировало эти выводы.
В 2000 году по инициативе Нормана Наймарка была организована рабочая группа историков, в которую входили в том числе турецкие, по изучению армянской и турецкой истории (WATS — Workshop on Armenian and Turkish Scholarship). Проведя несколько конференций, участники проекта пришли к консенсусу относительно того, что депортация и резня имели место, что причиной массовой гибели армян были решения руководства младотурок, и что несмотря на некоторые очаги армянского сопротивления никакой гражданской войны не было. Разногласия касались мотивов младотурок и квалификации события как геноцид. К 2002 году WATS получила признание в турецком академическом обществе. В мае 2005 году несколько турецких членов WATS при поддержке ведущих стамбульских университетов: Босфорус (тур. Boğaziçi), Сабанчи (тур. Sabancı) и Билги (тур. Bilgi) решили провести собственную конференцию «Османские армяне в период распада Османской империи», однако за день до открытия она была отложена из-за кампании давления и угроз. Министр юстиции Джемиль Чичек заявил, что проведение конференции было бы предательством Турции, и посетовал, что не возбудил уголовные дела против организаторов. Тем не менее в сентябре конференция, сопровождаемая протестами около сотни человек, была проведена в университете Билги. Вслед за академической наукой турецкие интеллектуалы, пресса и гражданское общество начинали обсуждать армянский вопрос, что вызвало противодействие националистов и турецкого правительства. Редактор армянской газеты Грант Динк, писатели Орхан Памух и Элиф Шафак, издатель Рагип Зараколу были обвинены в оскорблении «турецкости», Динк и Зараколу были осуждены. 19 января 2007 года Грант Динк был убит 17-летним турецким националистом, его похороны в Стамбуле вылились в демонстрацию, где десятки тысяч турок шли с плакатами «Мы все армяне, мы все Гранты». В то же время часть турецкого общества восприняла убийцу Динка, как национального героя.
В докладе армянского и турецкого специалистов для Европарламента отмечаются изменения в отношении к армянами и другим меньшинствам в турецком обществе с 1990-х годов. Ряд турецких историков принял участие в исследованиях, бросающих вызов официальной позиции Турцию, появляются университетские кафедры, посвященные истории и культуре меньшинств, многие турки перестают скрывать своё немусульманское происхождение. Запрещенное ранее слово «геноцид» для описания событий 1915 года становится возможным. Восстановлены некоторые армянские памятники: монастырь «Сурб Хач» на острове Ахтамар, «Святой Киракос» в Диарбекире и т. д..

## Кампания турецкой интеллигенции по принесению извинений армянам
15 декабря 2008 года на сайте «Я прошу прощения» стартовала кампания «Армяне, простите нас». За два дня опубликованную на сайте петицию с таким названием подписало около 11 тысяч человек. Однако в тексте извинения слово «геноцид» не используется, а применяется термин «Великая катастрофа». На 1 февраля 2010 года на сайте 30 тысяч подписей. Вскоре Генеральная прокуратура Анкары начала расследование по статье 301 Уголовного Кодекса Турции. Прокуратура вызывала организаторов кампании для дачи показаний с целью расследования в связи с созданным ими сайтом, однако сообщается, что в начале января 2010 года районный уголовный суд Анкары принял решение не начинать уголовное преследование в отношении четырёх представителей турецкой интеллигенции инициаторов кампании «Армяне, простите нас» — Баскына Орана, Ахмеда Инселя, Дженгиза Актара и Али Байрамоглу. Турецкий правозащитник и издатель Рагип Зараколу в интервью ИА REGNUM от 28 февраля 2011 года отметил: «Я бы хотел, чтобы Турция исполнила свой долг перед армянским народом, то есть попросила прощение и признала геноцид».
В ответ на интернет-кампанию турецких интеллигентов, которые просят прощения за трагедию армян, другая группа граждан Турции развернула в интернете кампанию «Мы ждем извинений», число подписантов превышает 200 000 человек. На созданном ими сайте, представители Азербайджана, разместили материалы, посвященные жертвам Ходжалинской резне (погибло по разным оценкам от 117 до 613 азербайджанцев, из которых большинство были мирные жители) в годы Карабахской войны.